# Haploblepharus kistnasamyi
Haploblepharus kistnasamyi — вид рода южноафриканских кошачьих акул (Haploblepharus) семейства кошачьих акул (Scyliorhinidae). Этот род является эндемиком Южной Африки. Он обитает в мелких прибрежных водах. Максимальный размер 50 см. Это небольшая акула с коренастым телом, широкой, слегка приплюснутой головой и закруглённой мордой. Ограниченный ареал, интенсивная добыча рыбы в местах обитания и ухудшение состояния окружающей среды ставят этот вид на грань исчезновения.

## Таксономия
Этот вид был когда-то считался разновидностью гадюковой южноафриканской кошачьей акулы, отличавшейся от основной формы внешним видом и средой обитания. В 2006 году Бретт А. Хьюман и Леонард Дж. В. Компаньо формально описали эту акулу как новый вид в статье, опубликованной в научном журнале «Zootaxa». Они назвали её в честь южноафриканского исследователя акул англ. Nat Kistnasamy , первооткрывателя этой акулы.

## Ареал и среда обитания
Ареал Haploblepharus kistnasamyi ограничивается побережьем провинции Квазулу-Наталь, а также, возможно, Западной и Восточной-Капской провинции. Вероятно площадь ареала не превышает 100 км². Эти донные акулы встречаются в зоне прибоя и на мелких каменистых рифах. В отличие от гадюковых южноафриканских кошачьих акул, которые предпочитают держаться на большей глубине в более прохладной воде в северной части своего ареала, Haploblepharus kistnasamyi в тех же местах встречаются  в тёплой воде на глубине 0—30 м.

## Описание
Haploblepharus kistnasamyi внешне очень похож на гадюковых южноафриканских кошачьих акул, но у них более плотно сбитое тело, менее приплюснутая голова, а хвостовой стебель сжат с боков.  Морда широкая и закруглённая. Большие, овальные глаза оснащены рудиментарными мигательными мембранами. Под глазами имеются выступы. Крупные ноздри частично закрыты за счет значительно расширенных кожных лоскутов треугольной форм. Рот короткий и изогнут в виде арки. По углам рта расположены бороздки. Зубы имеют 3—5 заострённых концов. Пять пар жаберных щелей расположены в верхней половине тела.
Основание первого спинного плавника находится позади основания брюшных плавников, а основание второго спинного плавника расположено за основанием анального плавника. Спинные, брюшные и анальный плавники имеют приблизительно одинаковый размер. Грудные плавники довольно крупные. Хвостовой плавник короткий и широкий, у кончика верхней лопасти имеется глубокая вентральная выемка. Нижняя лопасть практически отсутствует. Толстая кожа покрыта плакоидными чешуйками. Окрас коричневого цвета с отчетливыми седловидными пятнам в форме буквы «Н», между которыми разбросаны многочисленные белые и тёмные точки и пятнышки. Максимальный размер 50 см.

## Биология и экология
Haploblepharus kistnasamyi встречаются реже гадюковых южноафриканских кошачьих акул и об их биологии и повадках известно мало.   Самцы и самки этого вида достигают половой зрелости при длине 50 см и 48 см соответственно. В случае опасности они сворачиваются в кольцо и прикрывают глаза хвостом.

## Взаимодействие с человеком
Ограниченный ареал Haploblepharus kistnasamyi делает их очень уязвимыми, в этих местах ведётся активный рыбный и креветочный промысел, развитие индустриального сектора, особенно в окрестностях Дурбана, ухудшает состояние среды обитания. Международный союз охраны природы присвоил этому виду статус сохранности «На грани исчезновения».